# Jean-Baptiste Nothomb
Jean-Baptiste Nothomb, född 3 juli 1805 i Luxemburg, död 6 september 1881 i Berlin, var en belgisk baron, jurist och politiker.
Nothomb blev 1826 juris doktor (motsvarande en svensk juristexamen) vid University of Liège. Han arbetade därefter i Courrier des Pays-Bas, det belgiska liberala partiets främsta organ, samt bidrog kraftigt till belgiska revolutionen 1830. Efter revolutionens seger blev han konstitutionsutskottets sekreterare, invaldes i nationalkongressen (i oktober 1830), där han fick stort inflytande och blev en av ledarna för det doktrinära partiet, som arbetade för den konstitutionella monarkin. I februari 1831 blev han generalsekreterare för utrikes ärenden och tog som sådan viktig del i förhandlingarna med konferensen i London, som ledde till valet av Leopold av Coburg till Belgiens konung. I januari 1837 utnämndes Nothomb till minister för allmänna arbeten och verkade som sådant för byggandet av järnvägar och kanaler samt för gruvdriftens utveckling. Han var 1840-1841 Belgiens sändebud vid tyska förbundsdagen i Frankfurt am Main, 1841-1843 inrikesminister och från  13 april 1841 konseljpresident (premiärminister) för ett katolsk-liberalt kabinett, som fick avgå 30 juli 1845. Från 1845 till sin död 1881 var han belgiskt sändebud i Berlin. Leopold I utnämnde honom 1852 till baron.
Nothomb var god parlamentstalare och diplomat samt vann anseende även som historisk författare genom Essai historique et politique sur la revolution belge (1833; 4:e upplagan 1876).
Jean-Baptiste Nothomb var bror till Alphonse Nothomb (1817-1898), som var Belgiens justitieminister 1855-1857.